# Cleveland (Middlesbrough)
Cleveland is een Brits historisch merk van motorfietsen.
De bedrijfsnaam was: The Cleveland Motorcycle Co., Middlesbrough (voorheen "Cleveland")
Cleveland begon in 1911 met de productie van motorfietsen. Zoals gebruikelijk maakte men eigen frames, maar werden inbouwmotoren elders merken ingekocht. Dit waren 2¾-, 3½- en 4¼pk-Blackburne-viertaktmotoren. De machines hadden riemaandrijving en klanten konden kiezen voor een Villiers free engine clutch of een Sturmey-Archer-drieversnellingsnaaf. In 1914 werd de productie beëindigd, waarschijnlijk door het uitbreken van de Eerste Wereldoorlog, toen de hele Britse motorfietsindustrie vrijwel werd stilgelegd vanwege de dreigende materiaalschaarste.